# Casa arhitectului Alexandru Bernardazzi
Casa arhitectului Alexandru Bernardazzi este un monument istoric și de arhitectură de însemnătate națională din orașul Chișinău. A fost construită la mijlocul secolului al XIX-lea.

## Istoric
Casa a fost construită la mijlocul secolului al XIX-lea, după un proiect-model numit „șapte stânjeni”: cu 6 odăi la parter și dependințe și anexe în demisol. Avea o curte cu suprafața de 600 stânjeni pătrați și aparținea Tatianei Țanghe. A fost cumpărată în a doua jumătate a anului 1859 de Vilghelmina Bernardazzi, mama arhitectului Alexandru Bernardazzi și sora sa – Ecaterina-Matilda Bernardazzi. În această casă familia Bernardazzi a locuit din 1859 până în 1907.

## Descriere
Este amplasată la colțul cartierului. Este ridicată într-un parter, dar, din cauza căderii reliefului, în partea curții casa are două niveluri. Intrarea de onoare a casei de locuit este amplasată la mijlocul fațadei principale, orientate spre strada București. Clădirea are șapte axe, șase goluri de ferestre și unul de ușă, aflat într-un portic cu piloni angajați, dominați de un fronton triunghiular. Golurile ferestrelor sunt rectangulare, cu ancadramente din plintă, cu buiandrugul decorat cu bolțari în pană. La colțurile casei sunt lesene. O intrare secundară a fost amenajată la fațada scurtă de pe str. Sfatul Țării.

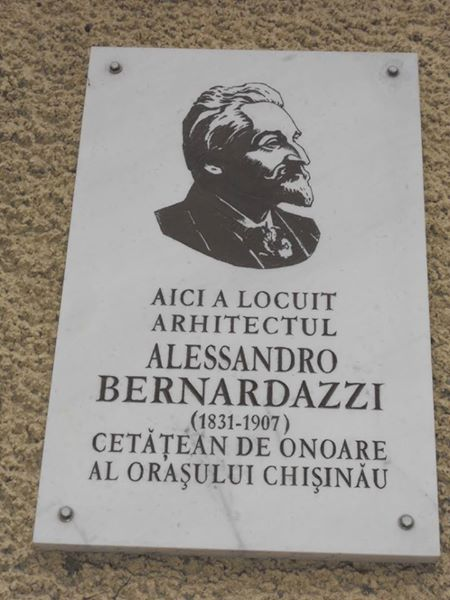
Placă comemorativă
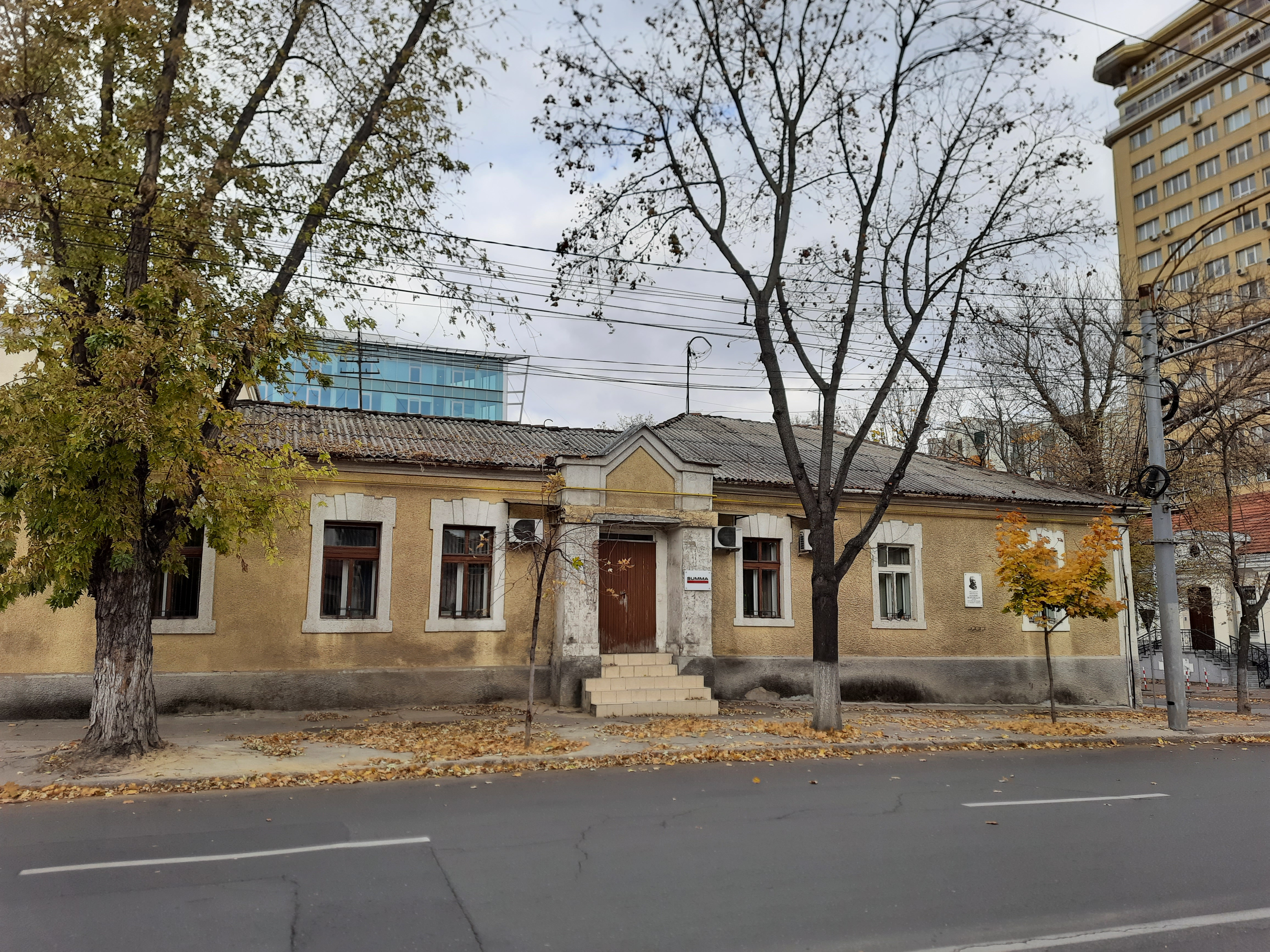
Fațada dinspre str. București cu intrarea principală
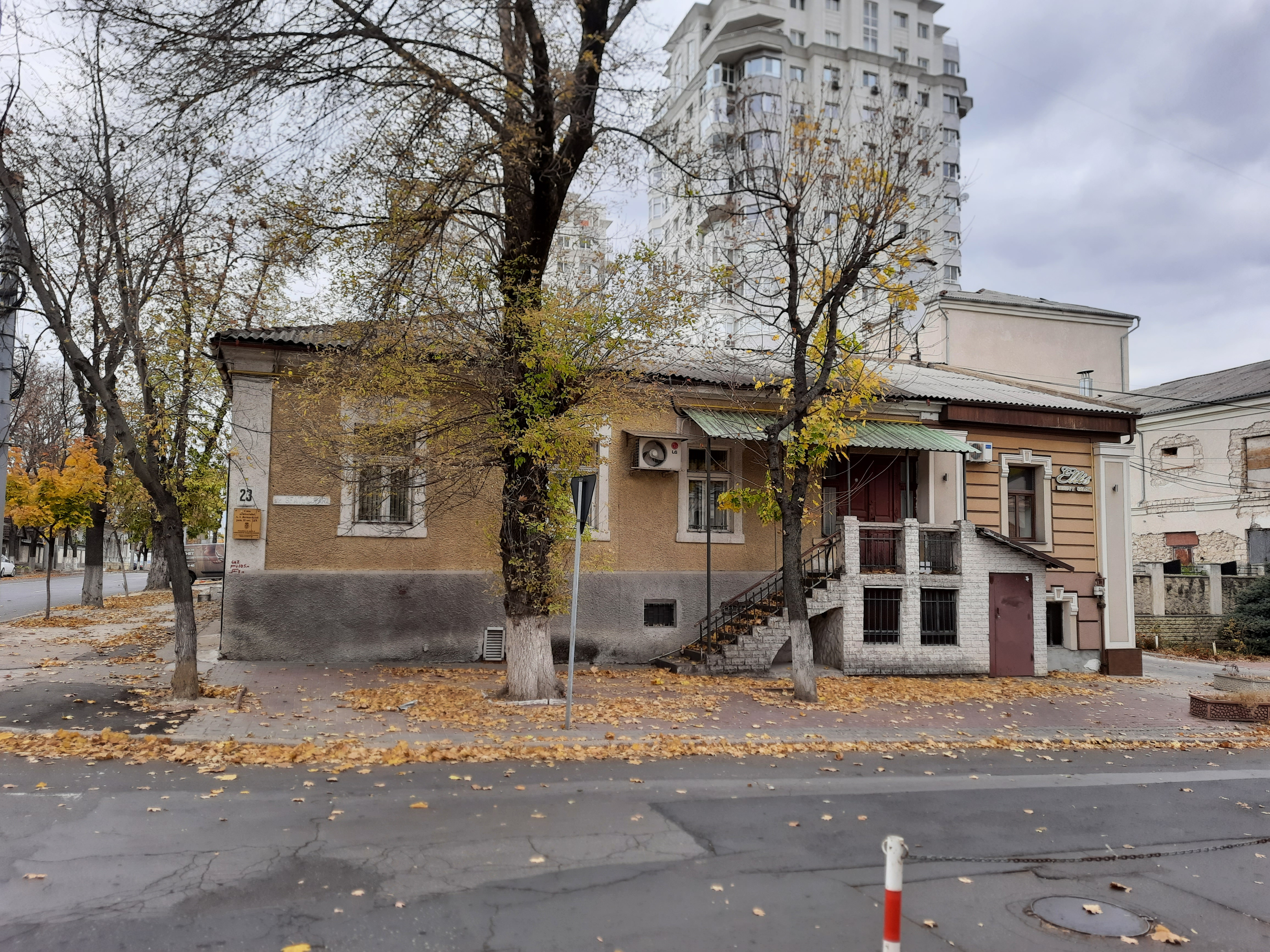
Fațada dinspre str. Sfatul Țării cu o intrare secundară
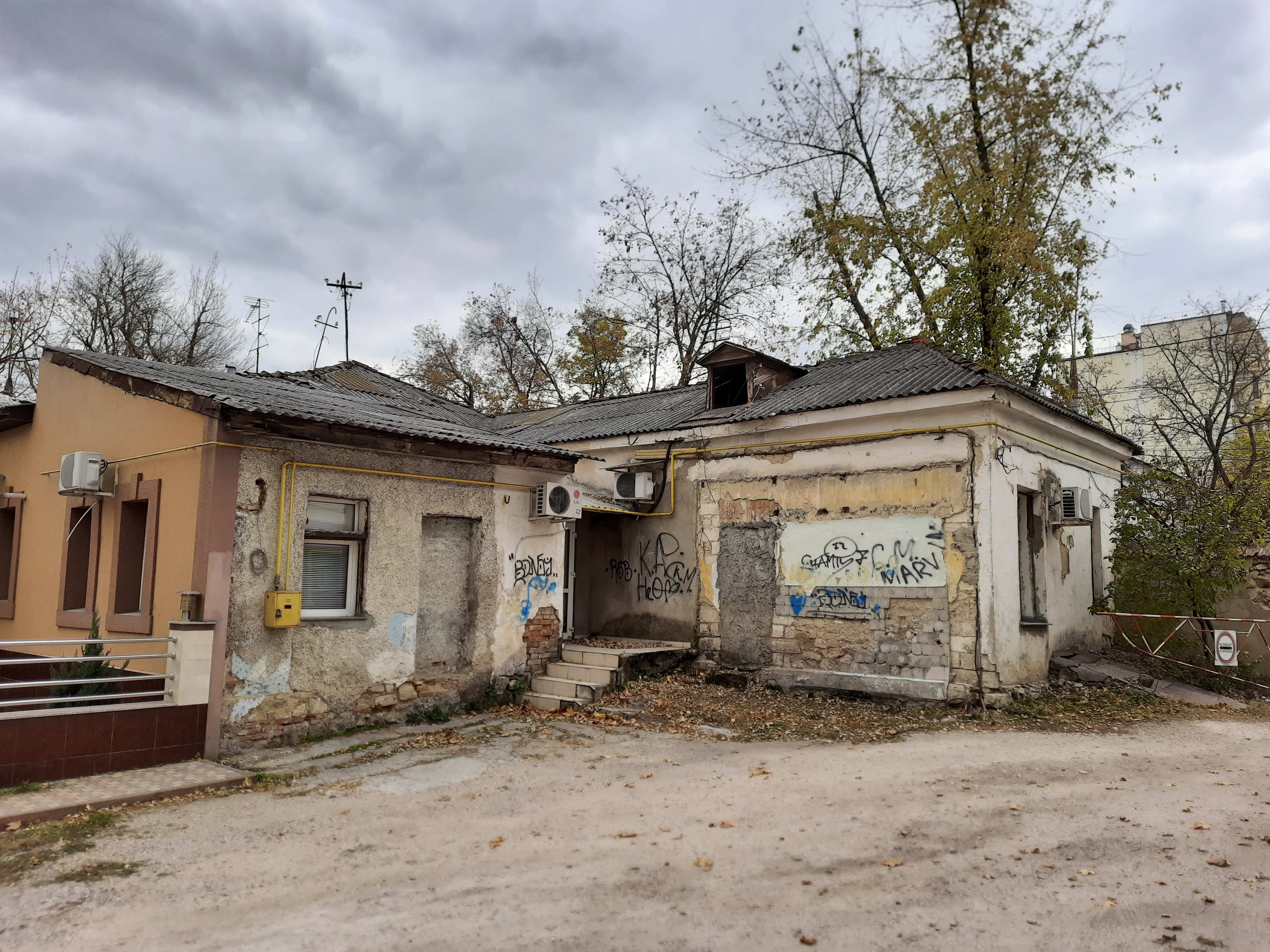
Vedere din interiorul curții